# Beccariola octomaculata
Beccariola octomaculata es una especie de coleóptero de la familia Endomychidae.

## Distribución geográfica
Habita en la isla  Nias, Sumatra.